# Génova Nuevo Progreso
Génova Nuevo Progreso är en ort i Mexiko.   Den ligger i kommunen San José Tenango och delstaten Oaxaca, i den sydöstra delen av landet, 290 km sydost om huvudstaden Mexico City. Génova Nuevo Progreso ligger 835 meter över havet och antalet invånare är 149.
Terrängen runt Génova Nuevo Progreso är kuperad österut, men västerut är den bergig. Runt Génova Nuevo Progreso är det ganska tätbefolkat, med 86 invånare per kvadratkilometer. Närmaste större samhälle är Huautla de Jiménez, 18,4 km sydväst om Génova Nuevo Progreso. I omgivningarna runt Génova Nuevo Progreso växer i huvudsak städsegrön lövskog.